# 秦米爾納德邦的帕坦人
在泰米爾納德邦，帕坦人是指來自北印度說烏爾都語的穆斯林。他們分別來自三波遷徙潮:馬杜賴蘇丹國1335-1378年向南方的擴張:蒙兀兒帝國皇帝奧朗則布向印度南方的擴張，最後則是英屬印度時期。在秦米爾納德邦帕坦人又稱帕塔尼，是泰米爾穆斯林一部分。
在秦米爾納德邦，帕坦一詞是指說烏爾都語的穆斯林，無論祖先是不是普什圖人。

## 歷史
不像在北印度，伊斯蘭教在南印度不是通過征服而是由阿拉伯商人傳入。最早出現在秦米爾納德邦的帕坦人是14世紀將領马利克·卡富尔一部分，一個服務於穆罕默德·本·圖格魯克的普什圖人賈拉魯丁汗建立了馬杜賴蘇丹國，直到毗奢耶那伽罗王朝1378年打敗他們為止。
泰米爾納德邦一直幾乎不受外部侵略，直到17世紀後期奧朗則布派軍隊進入泰米爾人的土地，當地第一個納瓦卜佐勒菲卡爾·汗·努斯拉特是阿富汗人。
在18世紀早期，納瓦卜薩阿德圖拉汗在Carnatic地區確立了一個世襲半獨立王國直到1855年，在這時期很多北印度烏爾都語穆斯林和一部分阿富汗普什圖人來到泰米爾納德。英國人取消他的獨立，但授予這王國統治者馬德拉斯土著貴族的頭銜。